# 1141
1141 (MCXLI) var ett normalår som började en onsdag i den julianska kalendern.

## Händelser

### Februari
- 23 februari – Innocentius II gör Lucius III till kardinalpräst av Santa Prassede.

### April
- 7 april – Den engelske kungen Stefan av Blois kusin Matilda utropas till regerande drottning av England i opposition mot Stefan. Hon erkänns dock inte i hela riket.

### November
- 1 november – Matilda tvingas avsäga sig den engelska tronen, varvid Stefan av Blois åter blir obestridd kung av England. Det dröjer dock till 1153 innan konflikten mellan dem är helt bilagd.

### Okänt datum
- Géza II efterträder sin far Béla II som kung av Ungern.

## Födda
- 20 april – Myoan Eisai, japansk buddhistmunk och grundare av Rinzaiskolan.
- Constance av Kastilien, drottning av Frankrike.
- Malkolm IV, kung av Skottland 1153–1165.
- Muinuddin Chishti, islamsk missionär.
- Nezami, persisk poet och filosof.

## Avlidna
- 11 februari – Hugo av Sankt Victor, mystiker, filosof och skolastiker.
- 13 februari – Béla II, kung av Ungern.
- Yehuda Halevi, författare och filosof.
- Olof Haraldsson, dansk kung.